# Fliegerführer
Um posto ou unidade Fliegerfuhrer foi um quartel-general provisório para unidades de voo dentro da organização da Luftwaffe durante a Segunda Guerra Mundial.

## Fliegerführer[1]
| Fliegerführer 1          | Fliegerführer 2                  | Fliegerführer 3           | Fliegerführer 4        |  |
| Fliegerführer 5          | Fliegerführer 6                  | Fliegerführer 200         | Fliegerführer Afrika   |  |
| Fliegerführer Albanien   | Fliegerführer Arad               | Fliegerführer Atlantik    | Fliegerführer Eismeer  |  |
| Angriffsführer England   | Fliegerführer Graz               | Fliegerführer Irak        | Fliegerführer Kreta    |  |
| Fliegerführer Kroatien   | Fliegerführer Lofoten            | Fliegerführer Nordbalkan  | Fliegerführer Nordmeer |  |
| Fliegerführer Nord (Ost) | Fliegerführer Nord               | Fliegerführer Nord (West) | Fliegerführer Ostsee   |  |
| Fliegerführer Sardinien  | See-Fliegerführer Schwarzes Meer | Fliegerführer Süd         | Fliegerführer West     |  |
| Fliegerführer z.b.V.     |                                  |                           |                        |  |

## Jagdfliegerführer
O Jagdfliegerführer, ou Jafü, foi o comando de uma frota aérea denominada Luftflotte.
| Jagdfliegerführer 1             | Jagdfliegerführer 2                 | Jagdfliegerführer 3            | Jagdfliegerführer 4              |
| Jagdfliegerführer 5             | Jagdfliegerführer Balkan            | Jagdfliegerführer Berlin       | Jagdfliegerführer Bretagne       |
| Jagdfliegerführer Dänemark      | Jagdfliegerführer Deutsche Bucht    | Jagdfliegerführer Griechenland | Jagdfliegerführer Holland        |
| Jagdfliegerführer Mitte         | Jagdfliegerführer Mitteldeutschland | Jagdfliegerführer Mittelrhein  | Jagdfliegerführer Norwegen       |
| Jagdfliegerführer Oberitalien   | Jagdfliegerführer Ostmark           | Jagdfliegerführer Ostpreussen  | Jagdfliegerführer Paris          |
| Jagdfliegerführer Rumänien      | Jagdfliegerführer Schlesien         | Jagdfliegerführer Sizilien     | Jagdfliegerführer Süddeutschland |
| Jagdfliegerführer Südfrankreich | Jagdfliegerführer Ungarn            |                                |                                  |